# Летописец великих князей литовских
Летописец великих князей литовских — старейшее известное летописное произведение из числа белорусско-литовских летописей. В литовской историографии известна как первая редакция Литовской хроники. Описывает политическую историю Великого княжества Литовского в период от смерти Гедимина в 1341 году до конца XIV века. «Летописец…» написан западнорусским языком неизвестным автором в конце 1420-х годов в Смоленске. Впервые опубликован в 1823 году Игнатием Даниловичем в «Dziennik Wilenski».

## Содержание
В произведении в форме цельного повествования представлены заговор Ольгерда и Кейстута против Евнутия, гражданские войны между Витовтом и Ягайло. Эта часть написана в 1390-е годы с целью исторического обоснования права Витовта на великое княжение в Вильне.
Вторая часть, более фрагментарная, характеризуется церковно-религиозными взглядами на события и складывается из коротких рассказов о политической жизни Великого княжества Литовского последней четверти XIV века.
Полная редакция включает ещё «Повесть о Подолье», где рассказывается о битве на Синих Водах и о походе Витовта в эти места.
Летопись сохранилась в разных списках (Виленском, Супрасльском, Слуцком, Академическом, Красинского), летописных сводах и исторических компиляциях. В XV веке послужила основой части Белорусско-литовской летописи 1446 и частично использована польским историком Яном Длугошом в «Истории Польши». В XVI веке «Летописец» вошёл в состав второго и третьего летописных сводов, через которые перешел в «Хронику польскую, литовскую, жамойтскую и всея Руси» Мацея Стрыйковского. «Летописец…» был известен также в Северо-Восточной Руси, где не раз переписывался и перерабатывался (списки Дубровского, Погодина и др.). Переведён на польский, немецкий, литовский, латинский и русский языки.